# 화순 만연사 괘불탱
화순 만연사 괘불탱(和順 萬淵寺 掛佛幀)은 대한민국 전라남도 화순군 만연사에 있는 조선시대의 탱화이다. 2002년 7월 2일 대한민국의 보물 제1345호로 지정되었다.

## 개요
이 괘불은 1793년에 금어(金魚) 비현(丕賢)과 편수(片手) 쾌윤(快允)·도옥(道玉) 3명이 그렸다. 좌·우에 여의(如意)를 든 문수보살과 연꽃 줄기를 든 보현보살이 시립한 석가삼존불입상 형식으로, 삼존(三尊)의 크기가 서로 같지만 본존불은 신체에 비해 얼굴이 크고 협시보살은 얼굴이 작아 늘씬하다.
용·당초·파도 문양 등의 문양과 영락장식이 화려한 이 괘불탱은, 특히 보살의 하의에 마치 청화백자 문양처럼 흰바탕에 청색안료로 대나무·죽순·소나무·기암괴석 등을 묘사하고 있어 특징적이다.
비록 18세기 말 조성의 작품이기는 하지만 전통적인 면을 고수하면서 화려한 문양과 짙은 채색·유 려한 필선 등에서 독보적인 경지가 엿보이고 있어 주목된다.

## 같이 보기
- 만연사

## 참고 자료
- 만연사괘불탱 - 국가유산청 국가유산포털